# Офис Генерального прокурора Украины
Офис Генерального прокурора (укр. Офіс Генерального прокурора, до 2 января 2020 года — Генеральная прокуратура Украины) — орган государственной власти Украины, который согласно ч. 2 ст. 8 Закона Украины «О прокуратуре» осуществляет организацию и координацию всех органов прокуратуры на Украине, обеспечивает надлежащее функционирование Единого реестра досудебных расследований и его ведение органами досудебного расследования, определяет единый порядок формирования отчётности о состоянии уголовной противоправности и работе прокурора с целью обеспечения эффективного исполнения функций прокуратуры, а также осуществляет управление объектами государственной собственности, которые относятся к сфере управления Офиса Генерального прокурора-.

## История
В 2012 году, в соответствии с положениями нового УПК, Генеральная прокуратура Украины, возглавляемая Виктором Пшонкой, представила (ввела) Единый реестр досудебных расследований Украины (компьютеризированную систему, где регистрируются жалобы и заявления об уголовных правонарушениях на Украине), которая используется украинскими правоохранительными органами. ЕРДР делает невозможным сокрытие преступлений.
В ноябре 2012 года Всеукраинской конференцией сотрудников органов прокуратуры был принят Кодекс профессиональной этики и поведения. Виктор Пшонка описал этот документ, как сборник высоких моральных и этических стандартов поведения сотрудников прокуратуры.
Ещё одним нововведением за время пребывания на должности Генерального прокурора Украины В. Пшонки является создание Днепровской экологической прокуратуры, главное задание которой заключается в надзоре за соблюдением природоохранных законов в отношении бассейна реки Днепр в пределах территории Украины.
5 апреля 2014 года Кабинет министров Украины в пояснительной записке «антикризисного законопроекта № 4576» предложил сократить общую численность сотрудников прокуратуры на 2263 человек (с 22630 до 20367).
В сентябре 2014 Генеральная прокуратура Украины сформировала батальон из 600 сотрудников прокуратуры для участия в боевых действиях на юго-востоке Украины.
23 октября 2014 года президент Украины Пётр Порошенко подписал закон, по которому надзор за соблюдением и применением законов будет вести не прокуратура, а профильные органы государственной власти. По его словам, принятие данного закона «приближает Украину к европейским стандартам», так как был ликвидирован последний советский рудимент в украинской правоохранительной системе.

## Структура
Прокуратура на Украине включает в себя:
- Офис Генерального прокурора Архивная копия от 28 февраля 2021 на Wayback Machine
- Прокуратура Автономной республики Крым и города Севастополя
- Главная военная прокуратура Украины
- Волынская областная прокуратура
- Винницкая областная прокуратура
- Днепропетровская областная прокуратура
- Донецкая областная прокуратура
- Житомирская областная прокуратура
- Закарпатская областная прокуратура
- Запорожская областная прокуратура
- Ивано-Франковская областная прокуратура
- Киевская областная прокуратура
- Кировоградская областная прокуратура
- Луганская областная прокуратура
- Львовская областная прокуратура
- Николаевская областная прокуратура
- Одесская областная прокуратура
- Полтавская областная прокуратура
- Ровенская областная прокуратура
- Сумская областная прокуратура
- Тернопольская областная прокуратура
- Харьковская областная прокуратура
- Херсонская областная прокуратура
- Хмельницкая областная прокуратура
- Черкасская областная прокуратура
- Чернивецкая областная прокуратура
- Черниговская областная прокуратура
- Киевская городская прокуратура
- Специализированная прокуратура в военной и оборонной сферах объединённых сил
- Военная прокуратура Центрального региона
- Военная прокуратура Южного региона
- Военная прокуратура Западного региона
- Тренинговый центр прокуроров Украины Архивная копия от 22 ноября 2021 на Wayback Machine

## Генеральный прокурор
Генеральный прокурор согласно статье 131-1 Конституции Украины назначается и увольняется Президентом Украины по согласованию с Верховной Радой Украины. Генеральный прокурор может быть снят после выражения недоверия Верховной Радой Украины. Срок полномочий Генерального прокурора — шесть лет.
Генеральный прокурор имеет двух первых заместителей и заместителей, в том числе заместителя Генерального прокурора — руководителя Специализированной антикоррупционной прокуратуры.

## Список Генеральных прокуроров Украины
- Шишкин Виктор Иванович (4 сентября 1991 — 21 октября 1993)
- Дацюк Владислав Владимирович (21 октября 1993 — 19 октября 1995)
- Ворсинов Григорий Трофимович (19 октября 1995 — 22 июля 1997)
- Литвак Олег Михайлович (и. о. 22 июля 1997 — 24 апреля 1998)
- Ференц Богдан Васильевич (и. о. 24 апреля — 17 июля 1998)
- Потебенько Михаил Алексеевич (17 июля 1998 — 30 апреля 2002)
- Гарник Николай Васильевич (30 апреля — 6 июля 2002)
- Пискун Святослав Михайлович (6 июля 2002 — 29 октября 2003; 10 декабря 2004 — 14 октября 2005; 26 апреля — 24 мая 2007)
- Васильев Геннадий Андреевич (18 ноября 2003 — 9 декабря 2004)
- Медведько Александр Иванович (4 ноября 2005 — 26 апреля 2007; 1 июня 2007 — 3 ноября 2010)
- Шемчук Виктор Викторович (временно и. о. 24 мая — 1 июня 2007)
- Пшонка Виктор Павлович (4 ноября 2010 — 22 февраля 2014)
- Махницкий Олег Игоревич (и. о. 24 февраля — 18 июня 2014)
- Ярема Виталий Григорьевич (19 июня 2014 — 10 февраля 2015)
- Шокин Виктор Николаевич (10 февраля 2015 — 29 марта 2016)
- Севрук Юрий Григорьевич (временно и. о. 29 марта — 12 мая 2016)
- Луценко Юрий Витальевич (12 мая 2016 — 29 августа 2019)
- Рябошапка Руслан Георгиевич (29 августа 2019 — 5 марта 2020)
- Чумак Виктор Васильевич (временно и. о. 6 марта — 17 марта 2020)
- Венедиктова Ирина Валентиновна (17 марта 2020 — 17 июля 2022)
- Симоненко Алексей Юрьевич (и. о. 17 — 27 июля 2022)
- Костин Андрей Евгеньевич (27 июля 2022 — 31 октября 2024)
- Хоменко Алексей Николаевич (и. о. 31 октября 2024 — 21 июня 2025)
- Кравченко Руслан Андреевич (с 21 июня 2025)